# 뱅드림! 걸즈 밴드 파티!
뱅드림! 걸즈 밴드 파티!(BanG Dream! Girls Band Party!, 일본어: バンドリ！ ガールズバンドパーティ！)는 안드로이드와 iOS 플랫폼용으로 부시로드가 배급하고 크래프트 에그가 개발한 모바일 리듬 게임이다. 부시로드의 BanG Dream! 뮤직 시리즈의 일부이며 2017년 3월 일본에서, 2018년 4월 전 세계에 출시되었다. 이 게임은 홍콩, 마카오, 타이완에서 2017년 10월 모비콤에 의해 출시되었고, 2018년 2월 한국에서 카카오게임즈를 통해 출시되었으며, 2019년 5월 중국 대륙에서 빌리빌리를 통해 출시되었다. 닌텐도 스위치 이식판이 일본에서 2021년 9월 출시되었다. 부분 유료화 형태의 모바일 버전과 달리 이 게임은 프리미엄(premium) 게임이다.